# Mariachi

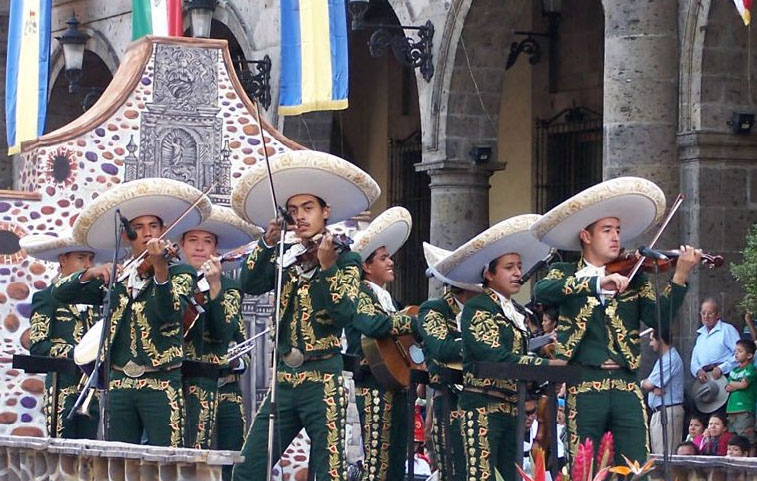
Un gruppo di mariachi a Guadalajara, Messico

I mariachi (maˈɾjatʃi) sono gruppi musicali tipici dell'ovest del Messico. Sono chiamati anche mariachis, una forma accettata al singolare dal dizionario della Real Academia Española, ma non dal Diccionario panhispánico de dudas, che la considera solo plurale.
Il genere musicale denominato "musica de mariachi" o semplicemente "musica mariachi", comprende vari stili: son jalisciense, canzone ranchera, corrido, huapango, bolero e anche son jarocho e valzer messicano. Il genere potrebbe chiamarsi "tradizionale messicano" o "regionale messicano".
Il mariachi rappresenta una delle icone della cultura messicana che si è diffusa in altre regioni del mondo. È tradizione e consuetudine, in Messico, la presenza di un gruppo mariachi a feste, celebrazioni, occasioni speciali e serenate.
Nella città di Guadalajara, dal 1994, ha luogo ogni anno l'Incontro Internazionale di Mariachi e Charrería, con competizioni e concerti, e arrivano gruppi di mariachi non solo dall'America Latina, ma anche da paesi come: Australia, Belgio, Canada, Croazia, Finlandia, Francia, Giappone, Italia, Serbia, Spagna e Stati Uniti.
Negli USA i mariachi sono molto popolari grazie all'importata cultura messicana e sono indispensabili per la festa del 5 maggio, la più importante per la comunità messicano-statunitense. Anche in Spagna ci sono numerosi complessi, effetto di un gran numero di emigranti spagnoli rimpatriati.
A Città del Messico, nel centro storico, si possono ingaggiare alcuni gruppi in piazza Garibaldi.

## Caratteristiche

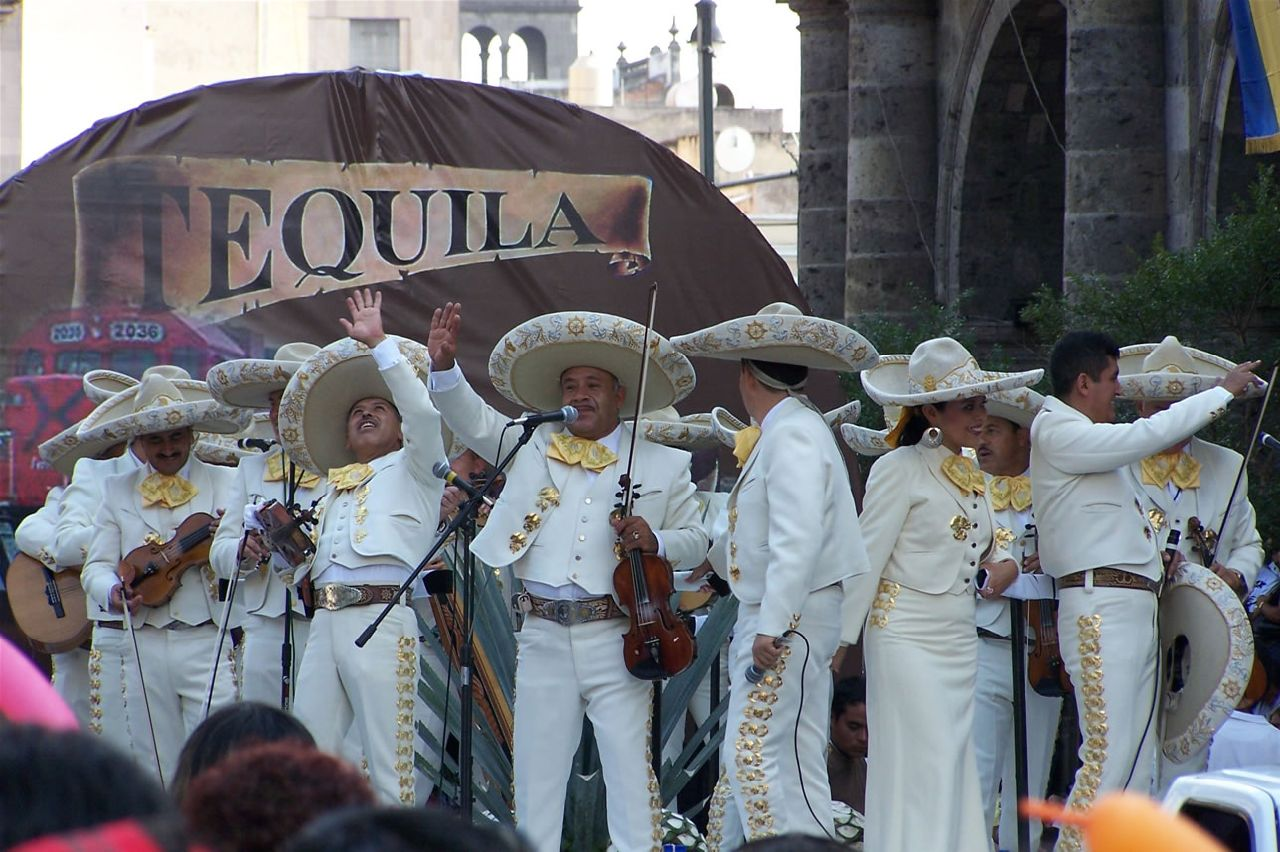
Mariachi a Guadalajara, Jalisco

Il gruppo di mariachi solitamente è formato da 7/12 elementi (ma non esiste un limite) e comprende almeno due violini, due trombe, una chitarra spagnola, una vihuela e un guitarrón. In certi casi si aggiunge il flauto e l'arpa. Solo al di fuori del Messico è presente anche la fisarmonica. Attualmente i migliori complessi Mariachi, come il "Mariachi Vargas de Tecalitlan", sono formati da 6 violini, 1 guitarron, 1 chitarra, 1 vihuela, 2 arpe e 3 trombe.
I primi complessi indossavano comuni, ancorché tipici, abiti da contadini, mentre agli inizi del XX secolo cominciarono a portare l'abito da charro (cavallerizzo tradizionale messicano), che è generalmente nero o bianco. Nella Charrería l'abito bianco è usato solo dalle donne e quello nero è per cerimonie, matrimoni e funerali, ma al di fuori dell'ambito della charrería i mariachi li usano ambedue indistintamente.
I primi gruppi mariachi femminili apparvero a Città del Messico a metà del XX secolo.

## Origini
Lo storico Hermes Rafael, della Società Messicana di Geografia e Statistica, autore di vari trattati sull'origine del mariachi, afferma che la musica e il termine stesso provengano dagli indigeni cocas di Cocula (stato di Jalisco) e ha portato numerosi documenti a testimonianza del fatto che si fecero conoscere prima a Città del Messico che a Guadalajara, capitale di Jalisco – il dibattito è ancora aperto.
Ricardo Espinosa asseriva (nella rubrica Como dijo del giornale El Sol de México - 8 aprile 2001) che il vocabolo "mariachi" deriva da un canto aborigeno alla Vergine Maria, in cui si mescola il náhuatl, lo spagnolo e il latino. "Questo canto cominciava dicendo ‘Maria ce son’... che significava ‘ti amo Maria’". Secondo Espinosa, la teoria deriva dalle ricerche del canonico Luis Enrique Orozco, storico dell'arcidiocesi di Guadalajara, basate su di un documento trovato a Cocula e datato 1695. Una delle caratteristiche del primo mariachi era di essere composto solamente da strumenti a corda – all'inizio solo violini e chitarre – e poi si aggiunse la vihuela, il guitarrón e l'arpa; con il tempo si introdussero anche le trombe.
Una delle leggende sull'origine del nome mariachi sostiene che questi complessi inizialmente suonavano solo ai matrimoni e che quindi derivi dal termine francese mariage. La tesi è basata su di un aneddoto dei tempi dell'intervento francese in Messico (1862). Durante i festeggiamenti di nozze in un villaggio nello stato di Jalisco arrivarono dei comuni soldati francesi i quali, meravigliati dalla gran baldoria (in cui la musica aveva un ruolo predominante), chiesero chiarimenti sulla festa. L'interlocutore rispose in francese: "C'est un mariage": fu così che quei soldati francesi chiamarono il gruppo musicale.

## Autori
Tra i più celebri autori di canzoni per mariachi sono presenti: Rubén Fuentes, José Alfredo Jiménez, Tomás Méndez e Manuel Esperón.

## Cantanti solisti
Tra i più conosciuti cantanti solisti troviamo Javier Solís, Jorge Negrete Pedro Infante e Vicente Fernandez; Negrete, Infante e Fernandez hanno anche interpretato numerosi film.